# توبياس فوس
توبياس فوس (بالنرويجية البوكمول: Tobias Foss)‏ هو دراج نرويجي، ولد في 25 مايو 1997 في شرق النرويج في النرويج.

## وصلات خارجية
- توبياس فوس على موقع الاتحاد الدولي للدراجات (الإنجليزية)
- توبياس فوس على موقع أرشيف الدراجات (الإنجليزية)
- توبياس فوس على موقع إحصائيات الدراجات الإحترافية (الإنجليزية)
- توبياس فوس على موقع نسبة الدراجات (الإنجليزية)
- توبياس فوس على موقع CycleBase (الإنجليزية)
- توبياس فوس على موقع اللجنة الأولمبية الدولية (الإنجليزية)
- توبياس فوس على موقع أوليمبيديا (الإنجليزية)